# Giro di Lombardia 2010
Il Giro di Lombardia 2010, centoquattresima edizione della "classica delle foglie morte", è stato corso il 16 ottobre 2010 per un percorso di 260 km. È stato vinto per la seconda volta consecutiva dal belga Philippe Gilbert.

## Squadre e corridori partecipanti
| N.      | Cod. | Squadra            |
| ------- | ---- | ------------------ |
| 1-8     | OLO  | Omega Pharma-Lotto |
| 11-18   | ASA  | Acqua & Sapone     |
| 21-28   | ALM  | AG2R La Mondiale   |
| 31-38   | AND  | Androni Giocattoli |
| 41-48   | AST  | Astana             |
| 51-58   | BMC  | BMC Racing Team    |
| 61-68   | GCE  | Caisse d'Epargne   |
| 71-78   | CTT  | Cervélo TestTeam   |
| 81-88   | CMO  | Carmiooro-N.G.C.   |
| 91-98   | COF  | Cofidis            |
| 101-108 | COG  | Colnago-CSF Inox   |
| 111-118 | EUS  | Euskaltel-Euskadi  |
| 121-128 | FDJ  | Française des Jeux |

| N.      | Cod. | Squadra                       |
| ------- | ---- | ----------------------------- |
| 131-138 | GRM  | Garmin-Transitions            |
| 141-148 | ISD  | ISD-Neri                      |
| 151-158 | LAM  | Lampre-Farnese Vini           |
| 161-168 | LIQ  | Liquigas-Doimo                |
| 171-178 | QST  | Quick Step                    |
| 181-188 | RSH  | Team RadioShack               |
| 191-198 | RAB  | Rabobank                      |
| 201-208 | SKY  | Sky Professional Cycling Team |
| 211-218 | THR  | Team HTC-Columbia             |
| 221-228 | KAT  | Team Katusha                  |
| 231-238 | MRM  | Team Milram                   |
| 241-248 | SAX  | Team Saxo Bank                |

## Resoconto degli eventi
La corsa è caratterizzata inizialmente da una fuga di sei ciclisti: Gallopin, Mirenda, Caccia, Da Dalto, Carlstrom e Albasini. Raggiungono il vantaggio massimo di 8'46" al km 40. La corsa s'infiamma  sul Ghisallo con gli attacchi di Gusev e Giovanni Visconti che raggiungeranno gli ultimi iniziali attaccanti rimasti davanti, e cioè Caccia e Albasini. Sulla nuova salita della Colma di Sormano, prende l'iniziativa l'olandese Mollema che induce all'attacco i protagonisti definitivi Philippe Gilbert, Vincenzo Nibali, Pablo Lastras e Michele Scarponi. Nella discesa, molto tecnica e resa difficile dalla pioggia che ha accompagnato l'intera corsa, cade Nibali e con lui perdono le ruote di Gilbert anche Scarponi e Lastras. Nel tratto pianeggiante il belga attende Scarponi che però sbaglia clamorosamente a cambiare sul San Fermo della Battaglia venendo nuovamente staccato da Gilbert che si presenta solo all'arrivo.

## Ordine d'arrivo (Top 10)
| Pos. | Corridore          | Squadra       | Tempo    |
| ---- | ------------------ | ------------- | -------- |
| 1    | Philippe Gilbert   | Omega Ph.     | 6h46'32" |
| 2    | Michele Scarponi   | Androni Gioc. | a 13"    |
| 3    | Pablo Lastras      | C. d'Epargne  | a 55"    |
| 4    | Jakob Fuglsang     | Saxo Bank     | a 1'08"  |
| 5    | Vincenzo Nibali    | Liquigas      | s.t.     |
| 6    | Samuel Sánchez     | Euskaltel     | a 1'12"  |
| 7    | Mikel Nieve        | Euskaltel     | a 2'07"  |
| 8    | Mauro Santambrogio | BMC           | a 3'01"  |
| 9    | Carlos Barredo     | Quick Step    | a 3'25"  |
| 10   | Giampaolo Caruso   | Katusha       | a 3'50"  |

## Punteggi UCI
| Pos. | Corridore          | Squadra       | Punti |
| ---- | ------------------ | ------------- | ----- |
| 1    | Philippe Gilbert   | Omega Pharma  | 100   |
| 2    | Michele Scarponi   | Androni Gioc. | 80    |
| 3    | Pablo Lastras      | C. d'Epargne  | 70    |
| 4    | Jakob Fuglsang     | Saxo Bank     | 60    |
| 5    | Vincenzo Nibali    | Liquigas      | 50    |
| 6    | Samuel Sánchez     | Euskaltel     | 40    |
| 7    | Mikel Nieve        | Euskaltel     | 30    |
| 8    | Mauro Santambrogio | BMC           | 20    |
| 9    | Carlos Barredo     | Quick Step    | 10    |
| 10   | Giampaolo Caruso   | Katusha       | 4     |

| Pos. | Squadra            | Punti |
| ---- | ------------------ | ----- |
| 1    | Omega Pharma-Lotto | 100   |
| 2    | Androni Giocattoli | 80    |
| 3    | Caisse d'Epargne   | 70    |
| 4    | Euskaltel-Euskadi  | 70    |
| 5    | Team Saxo Bank     | 60    |
| 6    | Liquigas-Doimo     | 50    |
| 7    | BMC Racing Team    | 20    |
| 8    | Quick Step         | 10    |
| 9    | Team Katusha       | 4     |

| Pos. | Nazione   | Punti |
| ---- | --------- | ----- |
| 1    | Italia    | 154   |
| 2    | Spagna    | 150   |
| 3    | Belgio    | 100   |
| 4    | Danimarca | 60    |